# Octar
Octar, o anche Uptar, in greco chiamato Ούπταρος, Ouptaros (... – Reno, 430), è stato re degli Unni.

## Biografia
Governò insieme al fratello Rua, come afferma Giordane nel Getica: «[...] Mundzucus, del quale erano fratelli Octar e Rua, che si suppone siano stati re prima di Attila». Munzuco era il padre di Attila, ma non è mai stato sovrano degli Unni. Secondo Prisco di Panion Oebarsius, il quarto fratello, era ancora vivo nel 448. Non sono noti i loro antenati o la relazione con i precedenti sovrani Uldino e Charaton: probabilmente i quattro fratelli erano figli di Uldino.
Una simile condivisione del potere, dove probabilmente Rua dominava gli Unni orientali mentre Octar gli Unni occidentali, si ritrova anche con Attila e Bleda.
Secondo Socrate Scolastico Octar, che chiama Ouptaros, morì nel 430 presso il Reno nel corso di una spedizione contro i Burgundi, dopo aver effettuato numerose incursioni contro questo popolo che all'epoca era stanziato sul Meno: essi fecero appello ad alcuni missionari cristiani e a un vescovo della Gallia venuto da oltre il Reno, il quale li battezzò. Alla morte di Octar, «soffocato dalla sua stessa ingordigia in piena notte» (una frase di difficile interpretazione: lo stesso problema si presenterà con la morte di Attila) tremila neofiti cristiani burgundi massacrarono diecimila unni disorganizzati per la morte del loro capo.

## Etimologia
Il nome è noto in due varianti, la greca Ούπταρος (Ouptaros) e la Latina Octar. Il passaggio da -ct- a -pt- è tipico del Latino Balcanico. Omeljan Pritsak fa derivare il nome dalla parola Turco-Mongola *öktem (forte, coraggioso; fiero, orgoglioso) e dal verbo  ökte- / oktä- (incoraggiare). 